# 尼西阿斯
尼西阿斯（羅馬化：Nikias，/ˈnɪʃiəs/；约前470年—前413年）是伯罗奔尼撒战争期间雅典的一位政治家和将军，威名遠播。
前421年，代表雅典与斯巴达达成十年和约，史称尼西阿斯和约。
前413年，在民意壓力下遠征西西里，全軍覆滅，尼西阿斯被俘虜後自殺。